# Seenotrettungsstation Wilhelmshaven
Auf der Seenotrettungsstation Wilhelmshaven stehen Freiwillige der Deutschen Gesellschaft zur Rettung Schiffbrüchiger (DGzRS) bereit, um bei einem Seenotfall im Revier Hilfe zu leisten. Dazu liegt für die Retter im Nassauhafen (Fluthafen) an der Jade ein Seenotrettungsboot (SRB) bereit. Die Alarmierung erfolgt durch die Zentrale der DGzRS in Bremen, wo die Rettungsleitstelle See (MRCC Bremen) ständig alle Alarmierungswege für die Seenotrettung überwacht.

## Einsatzgebiet und Zusammenarbeit

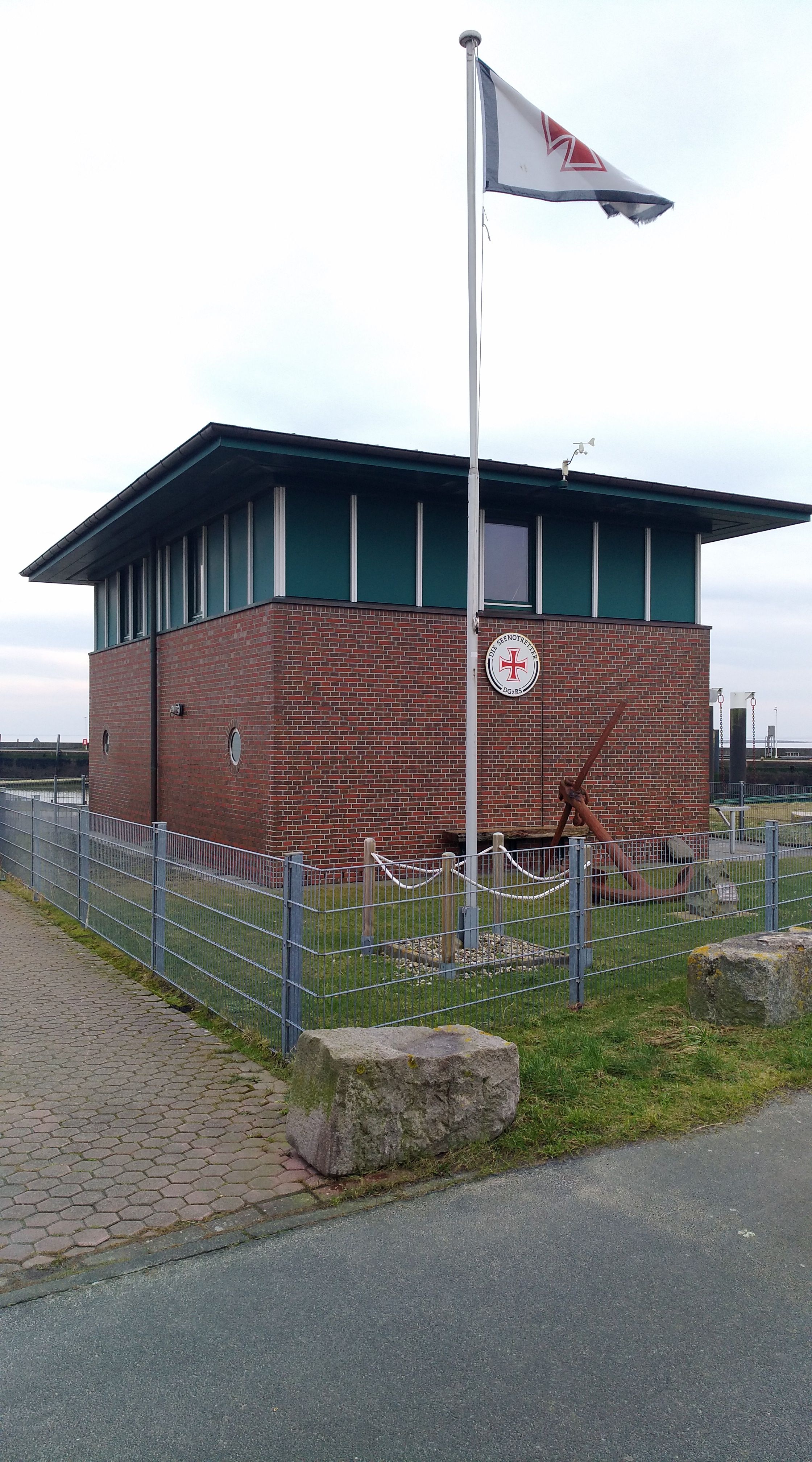
Neues Stationsgebäude

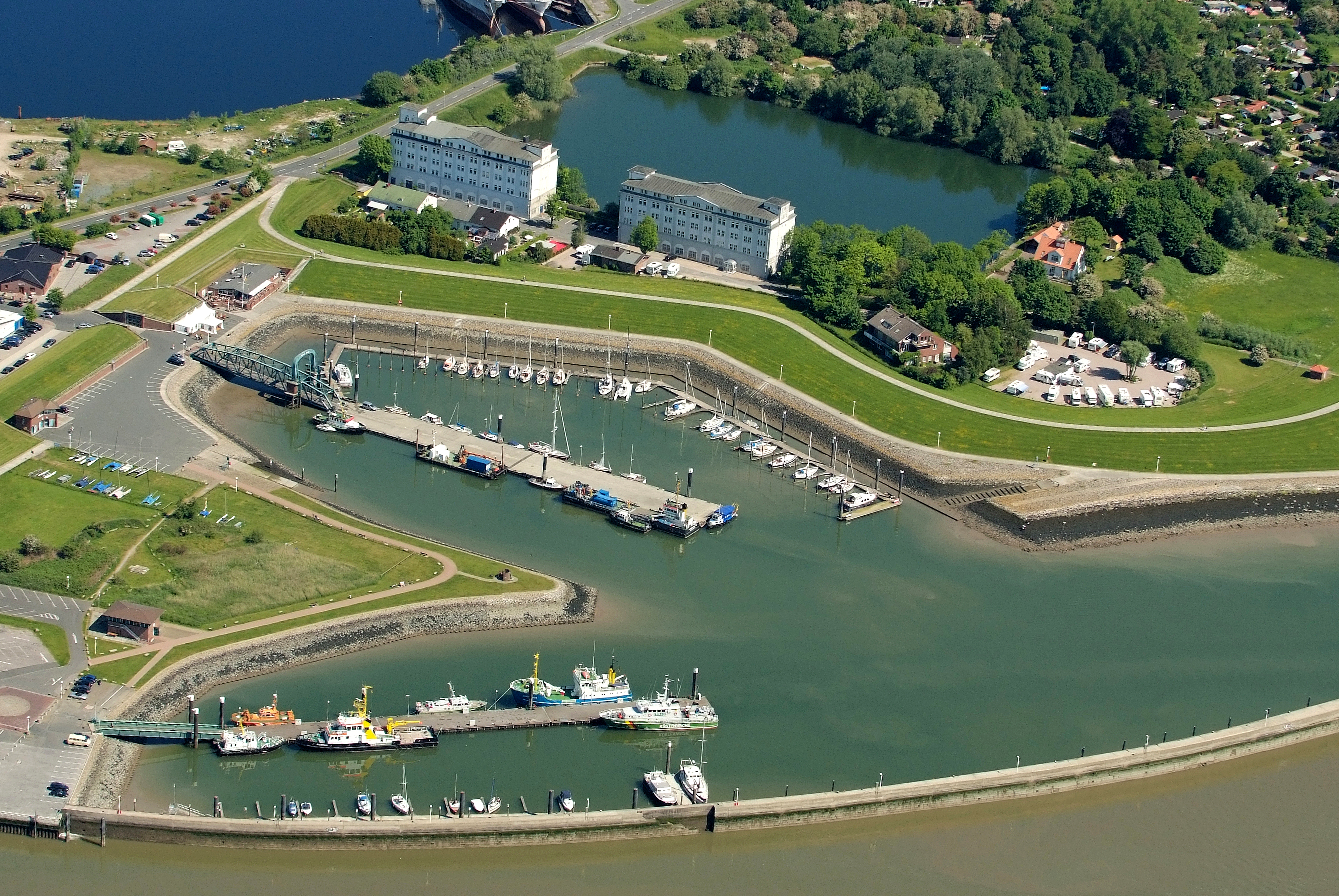
Der Nassauhafen in Wilhelmshaven – Das Stationsgebäude der DGzRS am Landende des 'unteren' Anlegers neben dem Parkplatz

Der Zuständigkeitsbereich der Seenotretter ist der Jadebusen in Richtung Süden und die Innenjade bis nach Hooksiel im Norden. Der Jadebusen mit seinen Watt- und Flachwassergebieten wird vor allem von der Freizeitschifffahrt und Surfern genutzt. Bei südwestlichen Winden baut sich dort schnell eine steile See auf, die zusammen mit der starken Tideströmung zu gefährlichen Situationen führen kann und Einsätze der Retter fordern.
Im tiefen Fahrwasser der Innenjade sind viele Handels- und Marineschiffe unterwegs, die das Containerterminal JadeWeserPort, das Tankerterminal der Nord-West Oelleitung oder andere Bereiche der Wilhelmshavener Häfen oder den Marinestützpunkt Heppenser Groden ansteuern. Daneben fahren Versorger- und Errichterschiffe für die Offshore-Windparks über die viel befahrene Zufahrtsroute. Bei einem Seenotfall in diesem Bereich wird der Seenotrettungskreuzer der nahen Seenotrettungsstation Hooksiel gerufen.
Hinter dem Anleger im Nassauhafen steht hochwassergeschützt an der Helgolandkaje das neue Stationsgebäude, das im Jahr 2000 an die freiwilligen Helfer übergeben werden konnte.

## Aktuelle Rettungseinheit
Derzeit verfügt die Station über die PETER HABIG, einem SRB-Neubau der 10,1-Meter-Klasse von der Werft Tamsen Maritim in Rostock. Das seit 2019 stationierte Boot trägt den Namen eines Spenders, der die Seenotretter in seinem Nachlass bedacht hatte. Es war im Rahmen des Hafenfestes „HaVen Ahoi“ zum 150-jährigen Bestehen der Stadt Wilhelmshaven feierlich getauft worden. Das Vorgängerboot wurde an die Ostsee verlegt.
Neben den Rettungseinsätzen kann man die Seenotretter auf Kontrollfahrten beobachten. Diese dienen der Übung sowie der Auffrischung und Festigung der Revierkenntnisse der freiwilligen Helfer, damit sie die schwierigen 'Ecken' und Gefahrenstellen in ihrem Revier kennen und im Seenotfall auch bei widrigen Seegangs- und Wetterbedingungen sicher navigieren können.

## Geschichte
Mit dem Bau des Preußischen Marinehafens in Wilhelmshaven erfolgte 1868/69 im Stadtteil Heppens die Stationsgründung. Ab 1870 lag für die Seenotrettung ein schweres Peake-Boot von 30-Fuß Länge für 10 Ruderer bereit. Später befanden sich im Rettungsschuppen die DGzRS-Rettungsboote mit Namen BERLIN, BONN und GROSSHERZOG FRIEDRICH AUGUST. Ab 1930 wurden Motorrettungsboote in Wilhelmshaven stationiert. Im Zweiten Weltkrieg war die Station zerstört worden und das vorhandene Boot musste verlegt werden. Erst 1958 nahm die DGzRS die Station wieder in Betrieb.
Bis 1994 war Wilhelmshaven eine Station mit fest angestellten Rettern, die einen Seenotrettungskreuzer permanent besetzten. Die VORMANN STEFFENS wurde in den Außenhafen von Hooksiel verlegt und 2018 außer Dienst gestellt.
| Stationierung von Motorrettungsbooten    |                            |                  |                   |                            |                  |                  |                              |
| Zeitraum                                 | Schiffsname                | Reg.-Nr.         | Länge oder Klasse | Anz. Motoren ges. Leistung | Geschw.          | vorige Station   | Verlegung nach oder Verbleib |
| 1930 → 1943                              | LOTSENKOMMANDEUR VON KROHN | KR D 420         | 8,75 Meter        | 1 → 20 PS                  | 7,0 kn           | Neubau           | Horumersiel                  |
| 1943                                     | Station zerstört           | Station zerstört | Station zerstört  | Station zerstört           | Station zerstört | Station zerstört | Station zerstört             |
| 1958                                     | GEHEIMRAT SARTORI (III)    | KR B 205         | 13-m-Serie        | 1 → 150 PS                 | 9,0 kn           | aus Reserve      | ausgemustert                 |
| 1958 → 1959                              | CARL LAEISZ (II)           | KR B 204         | 13-m-Serie        | 1 → 150 PS                 | 9,0 kn           | von Büsum        | ausgemustert                 |
| 1959 → 1963                              | BORKUM                     | KRB 210          | 14-m-Serie        | 1 → 150 PS                 | 8,5 kn           | Werft-Neubau     | ausgemustert                 |
| 1963 → 1969                              | WESER (II)                 | KRB 209          | 14-m-Serie        | 1 → 150 PS                 | 8,5 kn           | von Laboe        | ausgemustert                 |
| Stationierung von Seenotrettungskreuzern |                            |                  |                   |                            |                  |                  |                              |
| 1969 → 1980                              | HANS LÜKEN                 | KRS 04           | 19-m-Klasse       | 1 → 830 PS                 | 18 kn            | Neubau           | Langeoog                     |
| 1980 → 1985                              | EISWETTE (I)               | KRS 12           | 23,3-Meter-Klasse | 2 → 1.944 PS               | 20 kn            | Neubau           | Amrum                        |
| 1985 → 1989                              | MINDEN                     | KRS 16           | 23,3-Meter-Klasse | 2 → 1.944 PS               | 20 kn            | Neubau           | List auf Sylt                |
| 1994 → 2017                              | VORMANN STEFFENS           | KRS 19           | 27,5-Meter-Klasse | 3 → 3.292 PS               | 23 kn            | Neubau           | Hooksiel                     |
| Stationierung von Seenotrettungsbooten   |                            |                  |                   |                            |                  |                  |                              |
| 1993 → 2019                              | OTTO BEHR                  | SRB 39           | 8,5-m-Klasse      | 1 → 220 PS                 | 18,0 kn          | Neubau           | → Zinnowitz                  |
| seit 2019                                | PETER HABIG                | SRB 74           | 10,1-m-Klasse     | 1 → 380 PS                 | 18,0 kn          | Neubau           | auf Station                  |

Quellen: 

## Galerie der in Wilhelmshaven eingesetzte DGzRS-Einheiten

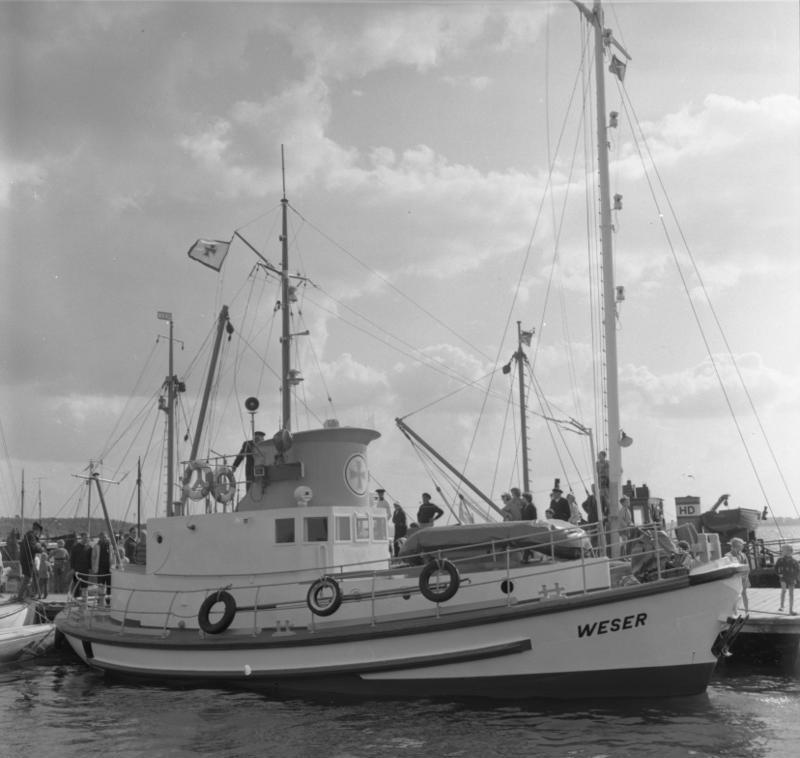
MRB WESER (II)
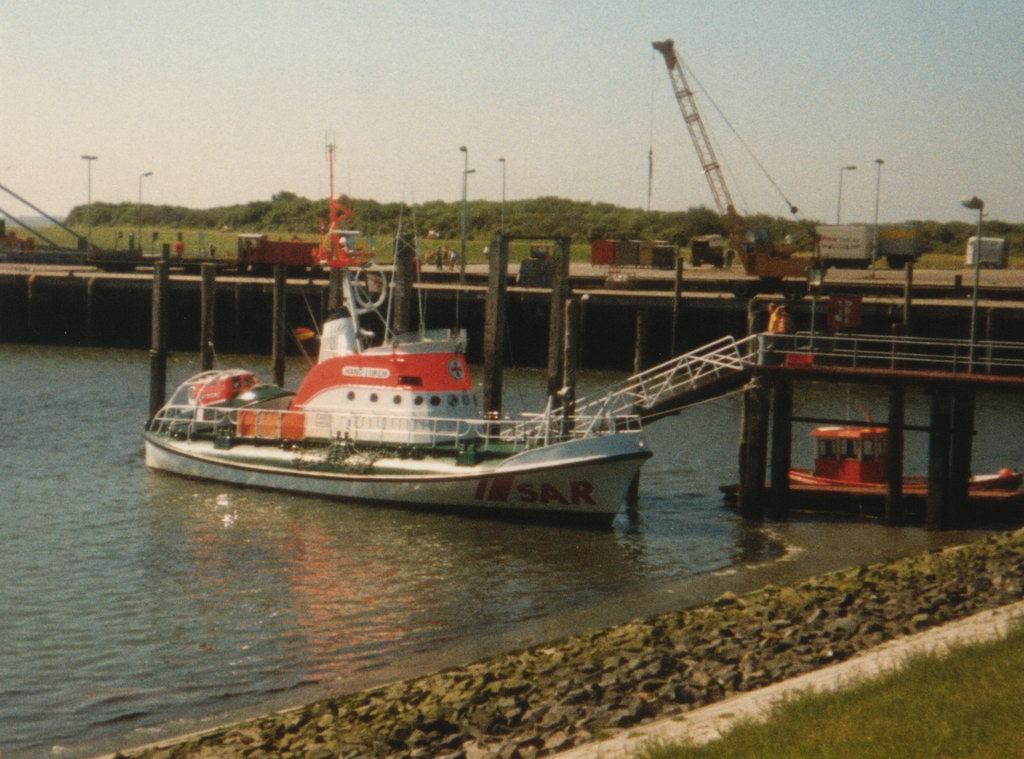
Die HANS LÜKEN noch in Langeoog
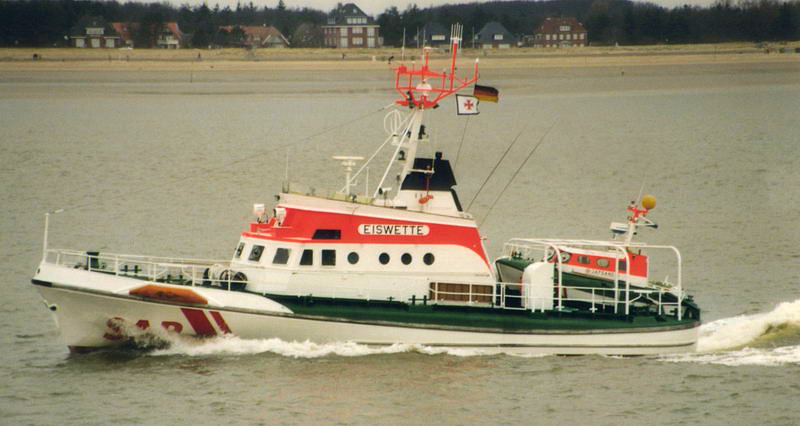
Die EISWETTE (I) vor der Insel Föhr
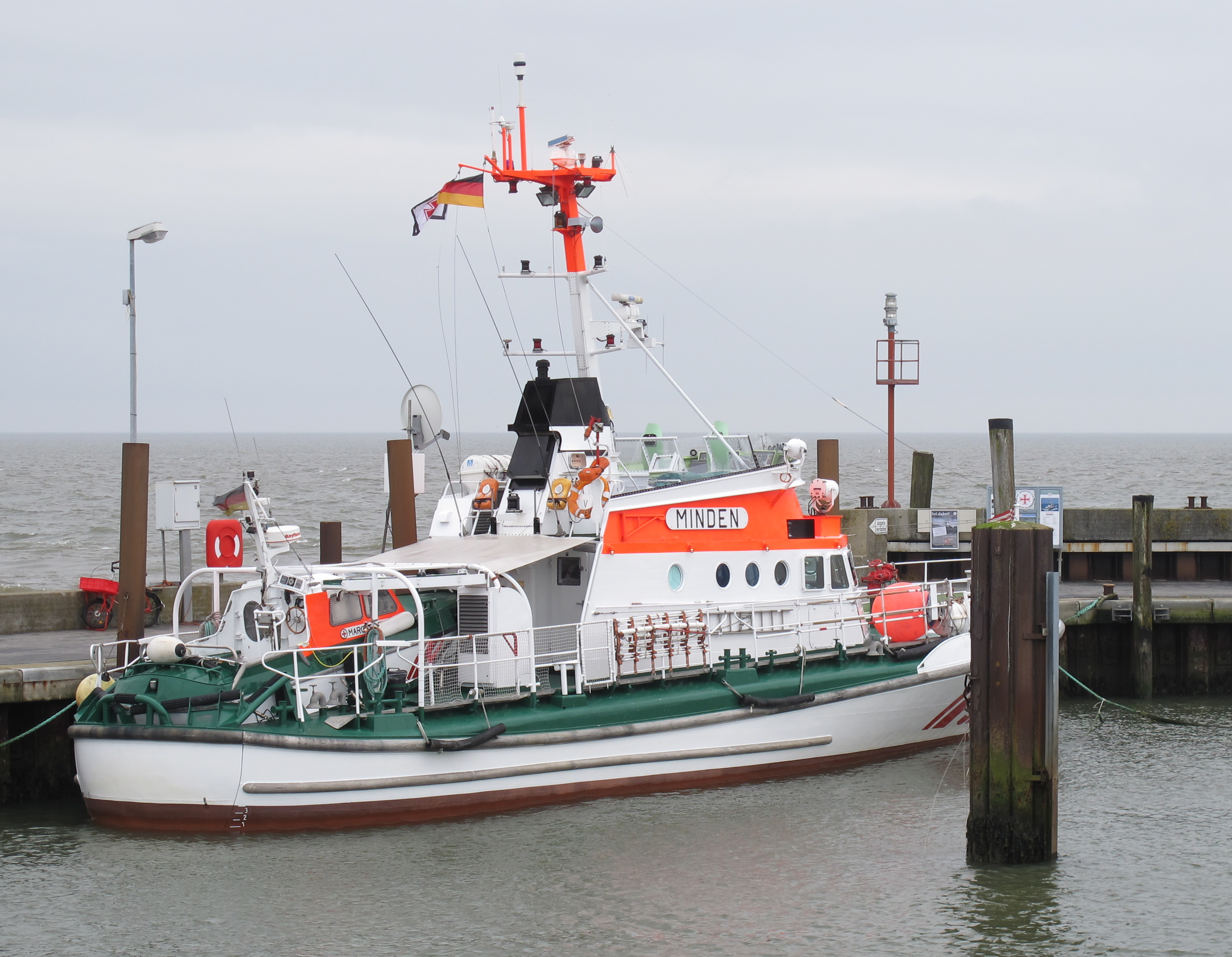
Die MINDEN im Hafen List/Sylt
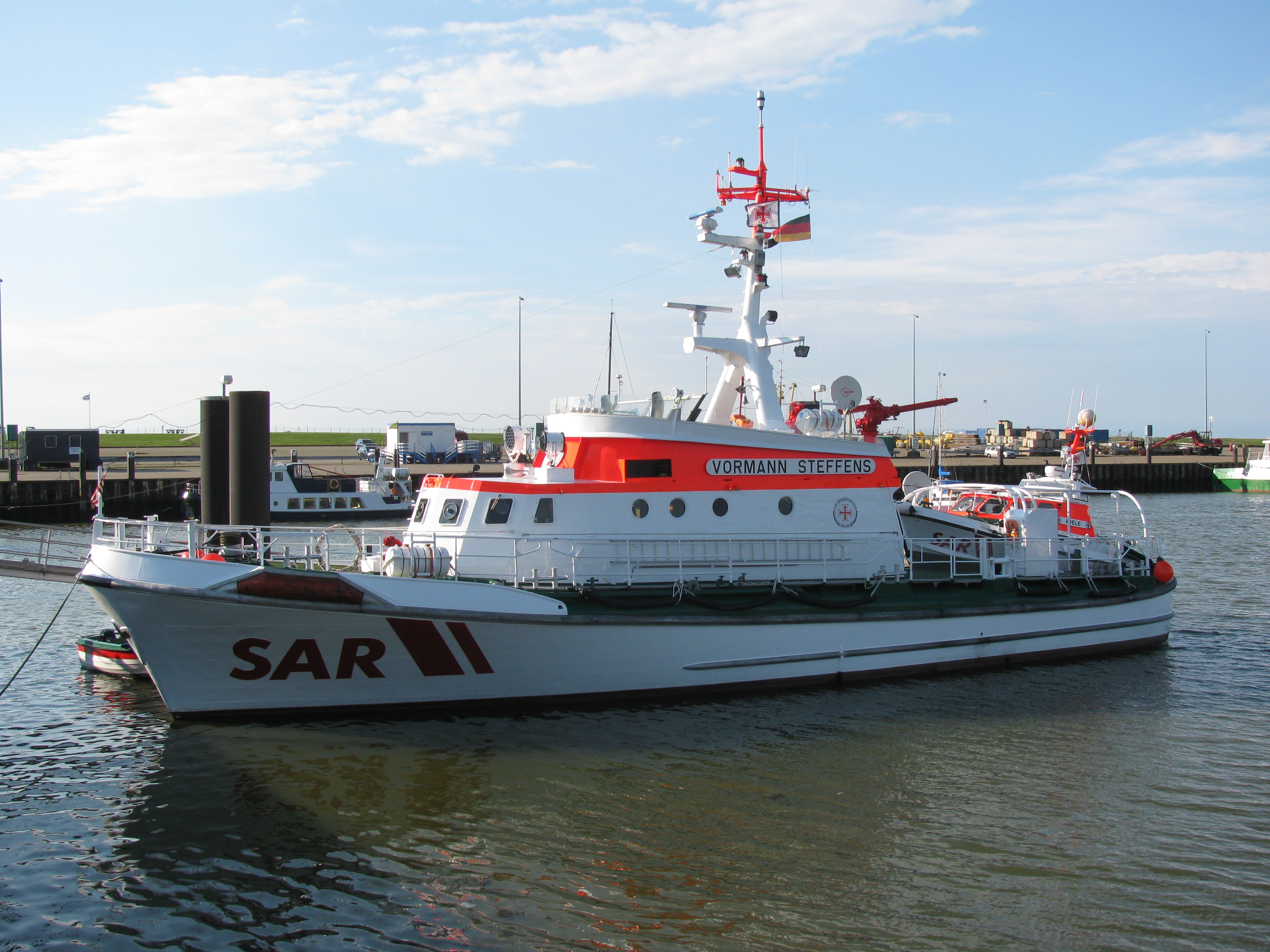
Die VORMANN STEFFENS in Hooksiel
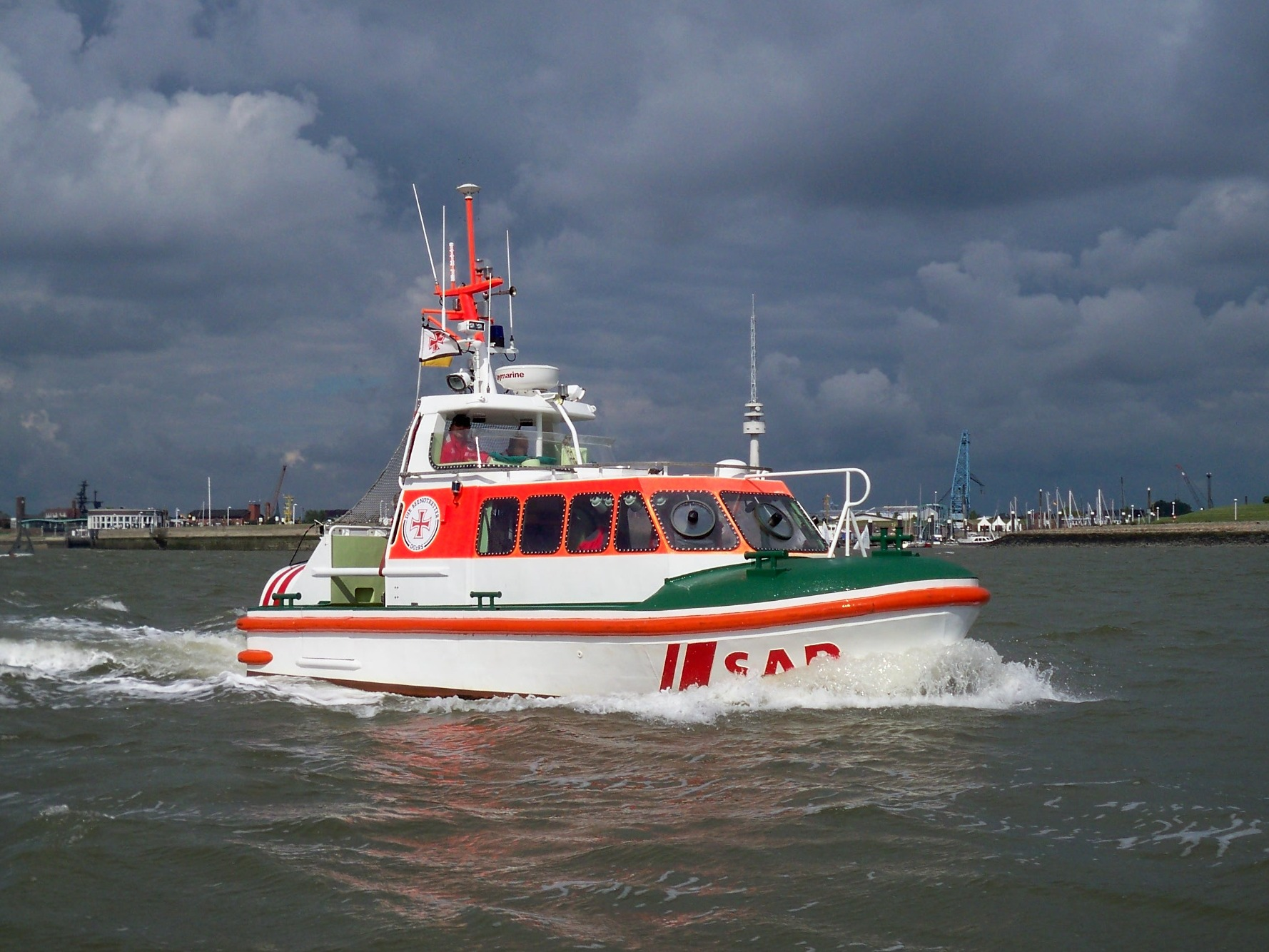
Die OTTO BEHR in ihrem Revier der Jade